# Vitmagad dykare
Vitmagad dykare (Cephalophus leucogaster) är en däggdjursart som beskrevs av Gray 1873. Cephalophus leucogaster ingår i släktet skogsdykare och familjen slidhornsdjur. IUCN kategoriserar arten globalt som nära hotad.
Inga underarter finns listade i Catalogue of Life. Wilson & Reeder (2005) skiljer mellan 2 underarter.
Denna dykare förekommer i centrala Afrika. Utbredningsområdet sträcker sig över södra Kamerun, sydvästra Centralafrikanska republiken, norra Kongo-Kinshasa, Gabon, Ekvatorialguinea och Kongo-Brazzaville. Habitatet utgörs av mera torra skogar.